# Tubu
Los tubus o —en grafía francesa— toubou (pueblo de Tibesti) son una etnia que vive principalmente en el Chad septentrional, y también en el sur de Libia, noreste de Níger y oeste de Sudán.
Tradicionalmente pastores y nómadas, actualmente muchos se han asentado o viven como seminómadas. Su sociedad se basa en clanes patrilineales que se reparten los oasis, pastos y pozos. Se dividen en dos grandes subetnias los teda o tedda y los daza. Las montañas de Tibesti en el norte de Chad han sido un asentamiento tradicional del pueblo tubu.

## Origen

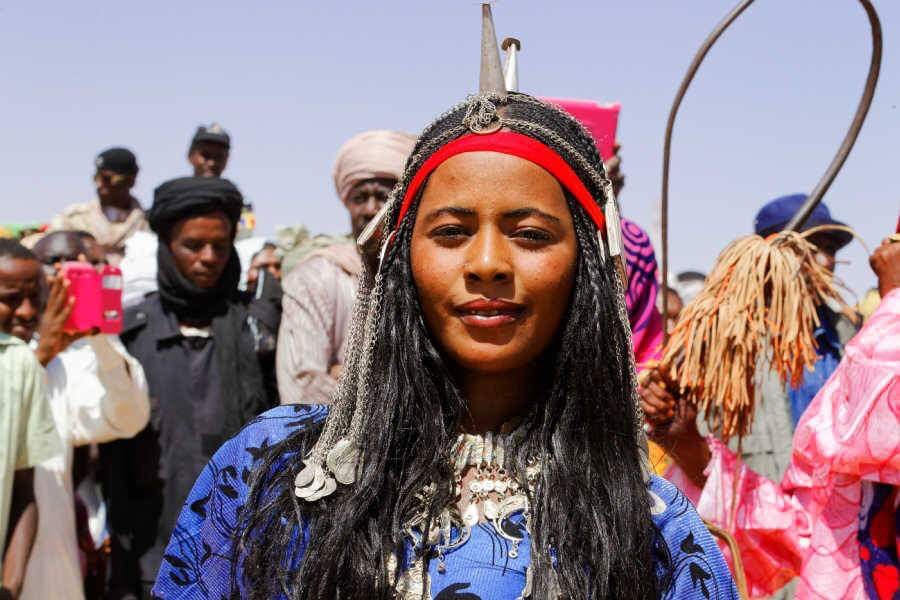
Tubus en el Chad.

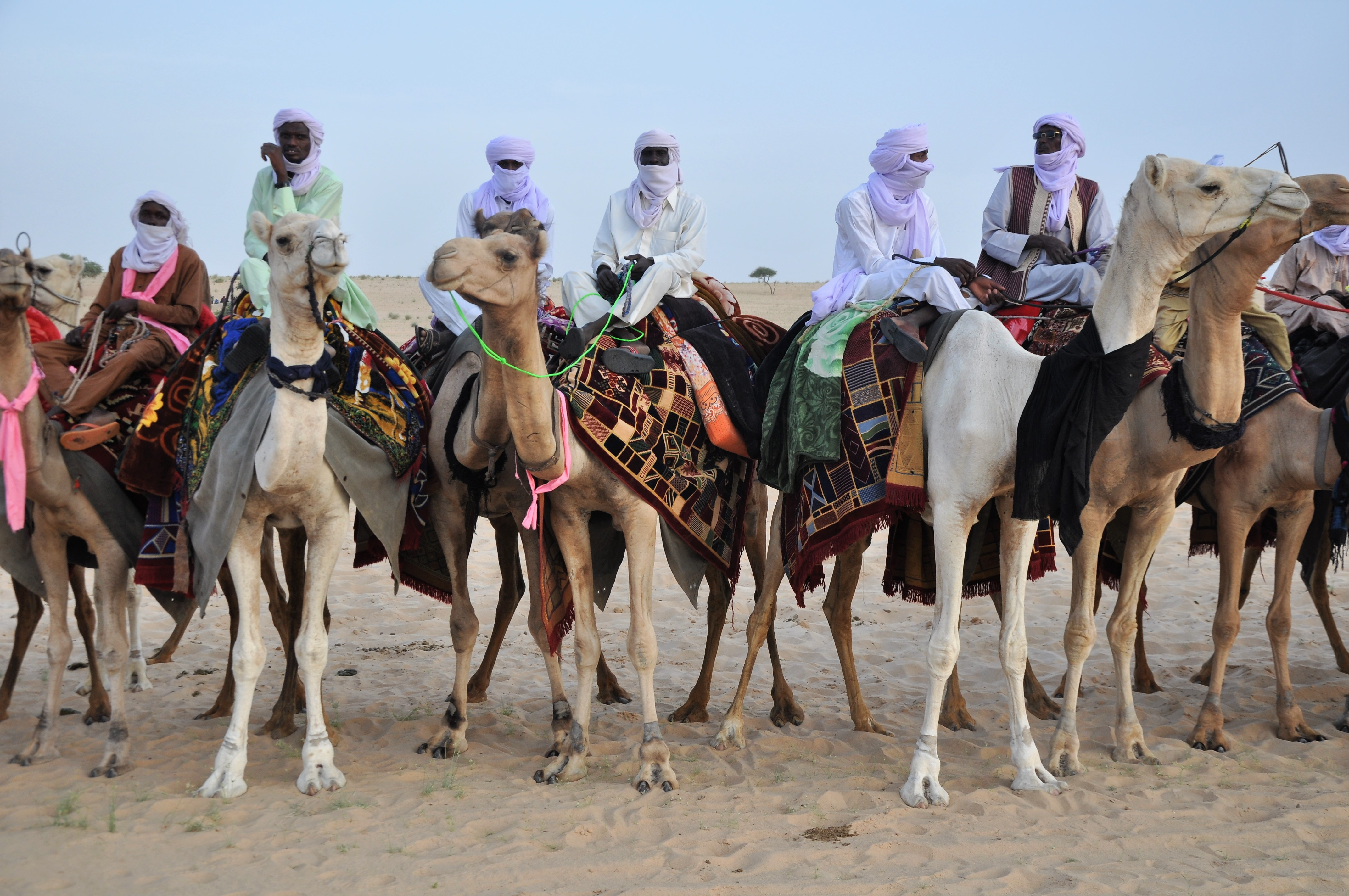
Tubus en Níger.

Probablemente proceden de la unión de agricultores de los oasis y otras zonas cultivables, con bereberes y árabes. Las antiguas crónicas de la época clásica hablan de un conflicto permanente entre las diferentes etnias, agricultores y nómadas que poblaban el norte africano. Sin embargo, los registros arqueológicos demuestran la existencia de intercambios comerciales y culturales desde antiguo entre los habitantes del Sahara y la costa mediterránea. Es muy probable que los orígenes del pueblo tubu, al igual que los del tuareg se encuentren en la cultura garamante, también conocida como de los pueblos líbicobereberes que floreció en la actual región libia del Fezán entre el siglo VI a. C. hasta la llegada de los musulmanes sobre el VIII d. C.

## Economía
La mayoría del pueblo tubu, tanto los daza como los teda y otros clanes menores sufren las consecuencias de la desertización de sus regiones. La ganadería y la agricultura están gravemente afectadas desde las grandes sequías de las décadas de 1970 y 1980 hasta entrado el siglo XXI. Si bien algunos clanes se jactan de su capacidad de sobrevivir en el desierto, la mayoría debe enfrentarse a situaciones límites, subsistiendo con un mínimo de agua y alimentos. En algunos casos la falta de medios incentivó el pillaje y otros delitos por parte de grupos de tubus, generando malestar y miedo entre las comunidades vecinas.
Históricamente vivían del control de las rutas comerciales. Hacían pagar tributos a las caravanas que pasaban por sus territorios. En 2018 la Oficina de las Naciones Unidas contra la Droga y el Delito denunció la presencia de contrabandistas de las etnias tubu, tuareg, rashaida y otras de la región implicados en el tráfico ilícito de migrantes. Un año antes se denunció la explotación de personas y el tráfico de esclavos por miembros de la etnia tubu en el llamado gueto de Alí en la ciudad de Sabha, Libia.
Desarrollaron la agricultura de oasis con producción de cereales, verduras, frutas y palmeras de dátiles. La ganadería trashumante se orientó al pastoreo ovino, caprino y camellar. La caza también fue un importante aporte para los recursos alimenticios.

## Generalidades

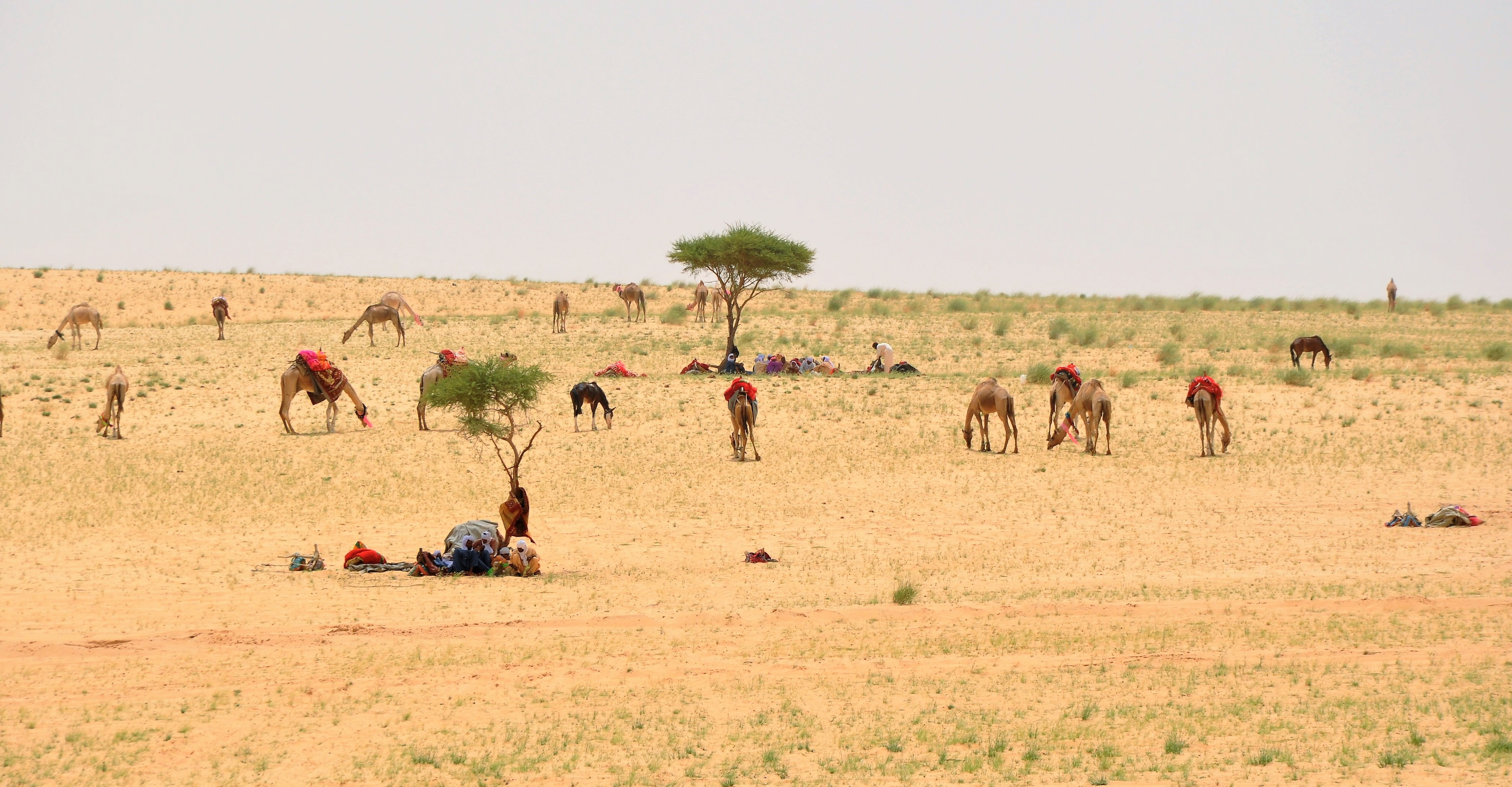
Níger, cría de camellos en Koulélé

En el Sáhara su principal ganado es el dromedario, mientras que en el Sahel es el ganado vacuno su principal activo.
Los tubus son melanoafricanos (es decir un pueblo "negro") particularmente adaptados a las más severas condiciones ambientales desérticas superando en tal característica a sus rivales y ancestrales enemigos los tuareg. De cuerpos esbeltos y muy proporcionados (según los cánones de estética preponderantes entre los "blancos"), sin crasitudes, las mujeres tubus tienen fama por su belleza lo cual motivó que durante siglos este pueblo fuera atacado por los esclavistas para secuestrar a las mujeres y venderlas a los harenes del Magreb y del Mediterráneo Oriental.
Durante el último cuarto del siglo XX la zona del Tibesti fue pretendida por Libia cuyo gobierno fomentó insurerrecciones e incluso llegó a intentar comprar la llamada franja de Aozou (en la vertiente norte del Tibesti).
Muchos líderes de Chad han sido de la etnia tubu, como los presidentes Goukouni Oueddei y Hissène Habré.